# Hydrovatus laosensis
Hydrovatus laosensis är en skalbaggsart som beskrevs av Olof Biström 1997. Hydrovatus laosensis ingår i släktet Hydrovatus och familjen dykare. Inga underarter finns listade i Catalogue of Life.